# Oreanda
Oreanda (în ucraineană Ореанда) este o așezare de tip urban din orașul regional Ialta, Republica Autonomă Crimeea, Ucraina. În afara localității principale, nu cuprinde și alte sate.

## Demografie
Componența lingvistică a așezării de tip urban Oreanda
     Rusă (92,9%)
     Ucraineană (6,88%)
     Alte limbi (0,11%)
Conform recensământului din 2001, majoritatea populației așezării de tip urban Oreanda era vorbitoare de rusă (92,9%), existând în minoritate și vorbitori de ucraineană (6,88%).